# کاترین کورنل
کاترین کورنل (انگلیسی: Katharine Cornell؛ ۱۶ فوریه ۱۸۹۳ – ۹ ژوئن ۱۹۷۴) یک نویسنده، تهیه‌کننده و هنرپیشه تئاتر اهل ایالات متحده آمریکا بود.

## گزیده فیلم‌شناسی
از فیلم‌ها یا برنامه‌های تلویزیونی که وی در آن نقش داشته‌است می‌توان به آثار زیر اشاره کرد.
- هلن کلر در داستان خودش (راوی)